# Cigerxwîn
Cigerxwîn (parfois orthographié Cegerxwîn), est le nom de plume de Şêxmûs Hesen (ou Şehmus Hasan). Né en 1903 à Mardin au Kurdistan de Turquie et mort le 22 octobre 1984 à Stockholm, il est l'un des plus célèbres poètes et écrivains kurdes, ainsi qu'une figure du nationalisme kurde.

## Biographie
Il naît en 1903 dans le village de Hesar, situé entre la ville de Mardin et celle de Batman, dans une famille pauvre.

### Du Kurdistan nord au Kurdistan de Syrie
En 1914, alors qu'éclate la Première guerre mondiale, sa famille se réfugie à Amude, en Syrie.
Cigerxwîn reste sans instruction jusqu’à l’âge de 18 ans. Plus pour subvenir à ses besoins que par conviction, il commence alors une formation religieuse, celle de melleh, qu'il termine en 1921. 

#### Un jeune nationaliste kurde
Sensibilisé tôt aux événements qui touchent le Kurdistan en Turquie, il participe au soulèvement kurde de 1925.
En 1927, il rejoint l'organisation nationaliste kurde du Khoybûn. Il fait plusieurs contributions à la revue Hawar (l’Appel), publiée dans les années 1930 en Syrie sous mandat français par les intellectuels kurdes proches de cette organisation. 
Cigerxwîn émerge peu à peu comme le représentant d'une nouvelle catégorie de nationalistes kurdes, différentes des élites kurdes éduquées dans les écoles occidentalisées d’Istanbul. Cette nouvelle génération est ainsi moins occidentalisée, moins cosmopolite, moins favorables aussi à une collaboration avec les autonomistes chrétiens, mais plus enracinée dans la culture populaire et plus radicale dans ses revendications. 

#### LeCiwan Kurd
En 1938, Cigerxwîn fonde, sur le modèle de l'organisation de l’« Insigne blanc », implantée chez les chrétiens d’Amouda, une organisation nationaliste kurde, qu'il baptise « Jeune Kurde » (Ciwan Kurd). Son objectif est de former intellectuellement la jeunesse kurde : il enseigne l’histoire kurde, fait étudier des poèmes patriotiques et compose des marches militaires. Les membres de « Jeune Kurde » défilent, en uniforme rouge, dans les rues d’Amouda arborant le drapeau kurde. La charte de « Jeune kurde » prévoit aussi que ses militants fréquentent les mosquées et participent aux prières. En raison de l'inquiétude des chrétiens d’Amouda et de celles des agents français, qui craignent une montée du nationalisme kurde et par-là même une intervention de la Turquie en territoire syrien, le groupe « Jeune Kurde » est interdit en 1939.
Dans les dernières années d'activité du Khoybûn, entre 1944 et 1946, il participe, notamment avec Noureddine Zaza, à deux rencontres au Liban entre les nationalistes kurdes et les représentants soviétiques, dont ils espèrent obtenir un soutien à l'approche de la fin du mandat français en Syrie et au Liban.

#### L'indépendance syrienne
En 1946, quand la Syrie devient pleinement indépendante, Cigerxwîn s'installe à Qamishli. Il se concentre sur les problèmes spécifiques aux Kurdes syriens de la Djezireh. Il crée une association kurde dont il devient le secrétaire, la Civata Azadî û Yekîtiya Kurd (Association pour la liberté et l'unité kurdes).
En 1948, il rejoint le Parti communiste syrien et se présente en 1954 aux élections au Parlement syrien. Mais il quitte ce parti en 1957. Il publie en kurde deux numéros de la revue Dengê Cotkar (La voix du laboureur). Son départ du Parti communiste est dû au fait qu'il y est continuellement l'objet de suspicion. En effet, son engagement pour la cause kurde est considéré par les communistes comme suspect, et on le soupçonne ainsi de ne pas être un communiste sincère. La revue en langue kurde qu'il a créé, Dengê Cotkar, n’est pas non plus appréciée par le parti communiste. Les dirigeants du parti considèrent d'ailleurs que la parution d'une revue en langue kurde démontrerait un état d'esprit nationaliste, qui serait incompatible avec la « lutte pour le socialisme ».
La même année, en 1957, il fonde le parti Azadî (Liberté). Ce parti intégrera ensuite le Parti démocratique du Kurdistan syrien.
En 1962, il publie à Bagdad un dictionnaire kurde-arabe en deux volumes.
Emprisonné pour ses activités politiques à Damas de 1963 à 1969, il rejoint après sa libération le mouvement de Mustafa Barzani au Kurdistan irakien,.

### Exil
En 1973, il s'installe au Liban. C'est là qu'il publie son recueil de poèmes le plus célèbre, Kime Ez? (Qui suis-je ?), centré sur les thèmes de l'identité nationale et du patriotisme kurdes.
En 1976, il retourne en Syrie. Trois ans plus tard, en proie au harcèlement policier, il décide de s'exiler en Suède. Il continue à publier. depuis son exil.
Il meurt à Stockholm en 1984. Son corps sera rapatrié et enterré à Qamishli.

## Analyse
Cigerxwîn est considéré dans tout le Kurdistan comme l'un des plus grands poètes du XXe siècle. Son œuvre est particulièrement riche. Elle est caractérisée aussi bien par des formes de type classique que par des formes modernes. Son travail est aussi considéré comme celui d'un précurseur, dans le sens où sa poésie prend parfois la forme d’un conservatoire de la langue dans lequel l’auteur exhume et accumule un vocable voué à l’oubli, le vocable de la vie rurale par exemple.
La place du monde rural dans la poésie de Cigerxwîn est centrale. Ses écrits donnent un aperçu de ce que devait être la vie dans les campagnes kurdes dans la première moitié du XXe siècle jusque dans les années 1970. Ses poèmes décrivent souvent la vie des paysans de manière presque ethnographique, voire idéalisée. Mais dans beaucoup de ses poèmes, ce monde rural est aussi décrit violemment. En effet Cigerxwîn dénonce la misère et l’ignorance dans laquelle les villageois seraient tenus par les propriétaires terriens (aghas) et les chefs religieux (cheikhs), qu'il compare volontiers à des voleurs, voire à des assassins, qui collaborent avec les « colonisateurs ». Le poète appelle à une réforme agraire qui permettrait de faire des paysans des gens éduqués et propriétaires de leurs terres et de leur village.
Il a produit une impressionnante collection de poèmes en huit volumes, rédige Destura zimanê kurd (Grammaire de la langue kurde, 1961) et Tarixa Kurdistan (Histoire du Kurdistan, 1985).

### Recueils de poésie
- Dîwana yekem: Prîsk û Pêtî, 1945, Damas
- Dîwana diwem: Sewra Azadî, 1954 Damas.
- Dîwana sêyem: Kîme Ez?, 1973 Beyrouth.
- Dîwana çarem: Ronak, Roja Nû, 1980, Stockholm.
- Dîwana pêncem: Zend-Avista, Roja Nû, 1981, Stockholm.
- Dîwana şeşem: Şefeq, Roja Nû, 1982, Stockholm.
- Dîwana heftem: Hêvî, Roja Nû, 1983, Stockholm.
- Dîwana heştem: Aştî, Kurdistan, 1985, Stockholm.

### Linguistique
- Destûra Zimanê kurdî [Grammaire kurde], 1961 Bagdad.
- Ferheng, perçê yekem [Dictionnaire kurde-arabe, premier volume], 1962 Bagdad.
- Ferheng, perçê diwem [Dictionnaire kurde-arabe, deuxième volume], 1962 Bagdad.

### Histoire
- Tarîxa Kurdistan [Histoire du Kurdistan], 3 volumes, Stockholm, 1985-1987.

### Autobiographie
- Jînenigariya min, Stocholm, APEC, 1995.